# Fundación Theocharákis
La Fundación Theocharákis (en griego: Ίδρυμα Θεοχαράκη) es una fundación sin ánimo de lucro con sede en Atenas, Grecia.

## Historia
La fundación tiene su sede en Atenas, Grecia, y fue fundada en 2004 por Vassílis y Marína Theocharákis. Su inauguración oficial tuvo lugar el 5 de diciembre de 2007, con una exposición retrospectiva de obras del pintor griego Spýros Papaloukás.
El objetivo de la fundación es promover la música y las artes visuales, haciendo hincapié en el arte moderno, los artistas griegos y las asociaciones con organizaciones similares en Grecia y en el extranjero.
Las actividades de la Fundación Theocharákis incluyen exposiciones, conciertos, visitas guiadas, debates y conferencias sobre música y artes visuales. A lo largo de su existencia, ha organizado exposiciones temáticas y retrospectivas sobre personalidades del mundo de la literatura y el arte y ha colaborado con museos y colecciones de Grecia y el extranjero. Se presta especial atención a la educación y familiarización de los jóvenes con las artes, la educación estética y los museos. Las colecciones de la fundación incluyen una serie de obras del pintor griego Spýros Papaloukás, donadas en 2006 por la hija del artista, Mína Papaloukás.
La fundación tiene su sede en un edificio privado de los años veinte, diseñado por el arquitecto griego Vassílios Tsagrís y conocido como Mansión Réntis. El edificio cuenta con salas para actos y programas educativos para todas las edades, una zona de restauración y también es accesible para personas con movilidad reducida.

## Galería

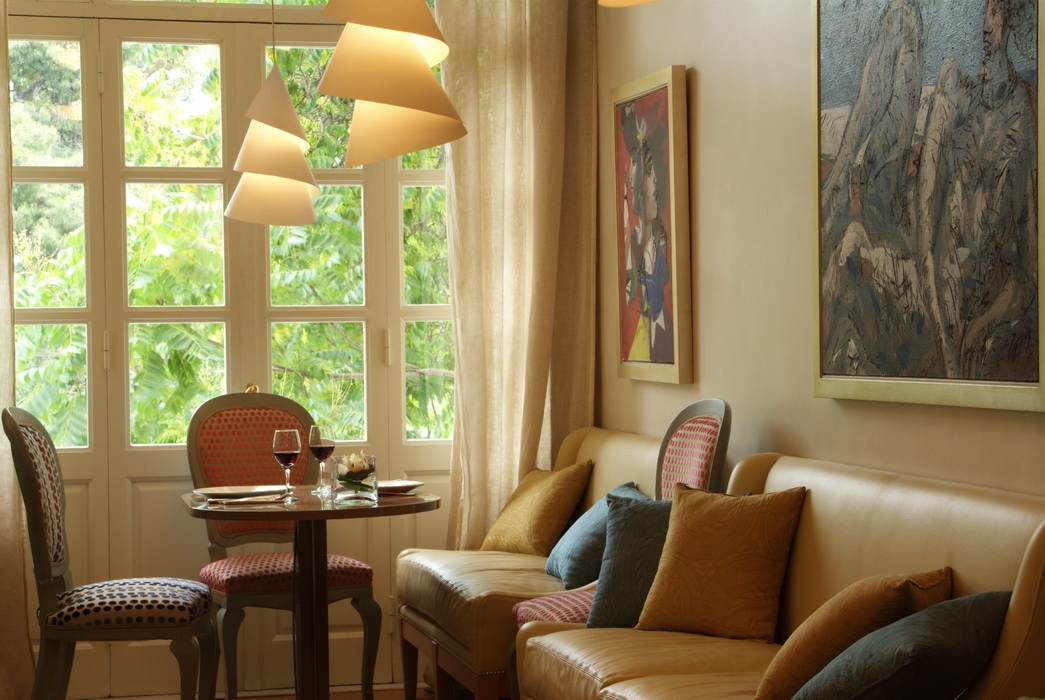
Vista interior de la sede de la fundación.
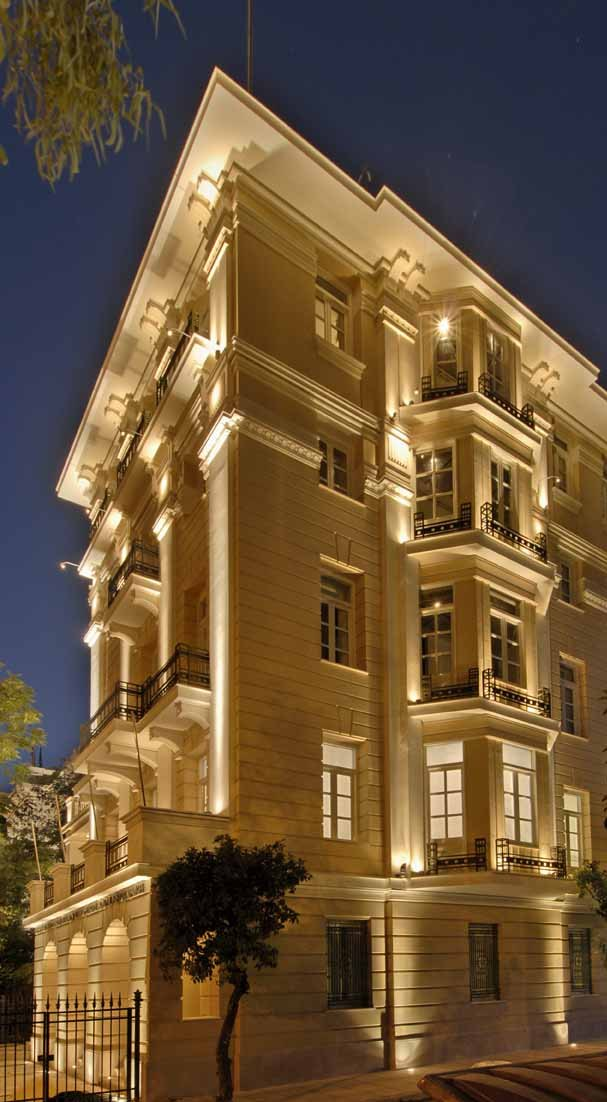
Vista nocturna de la sede de la fundación.
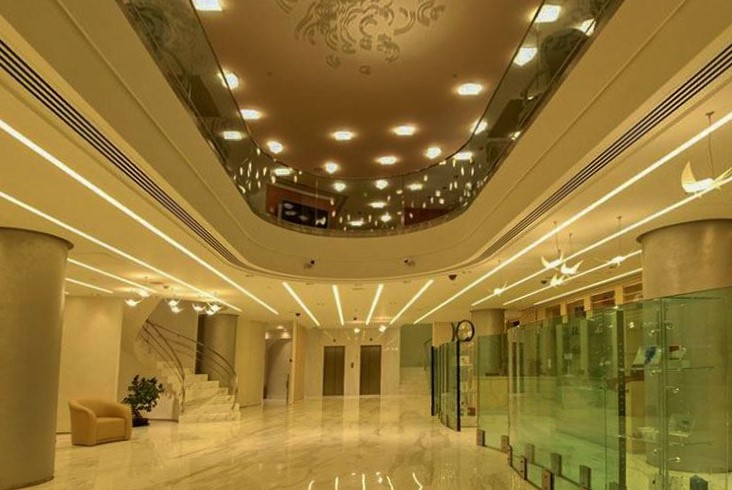
Vista del vestíbulo de la sede de la fundación.
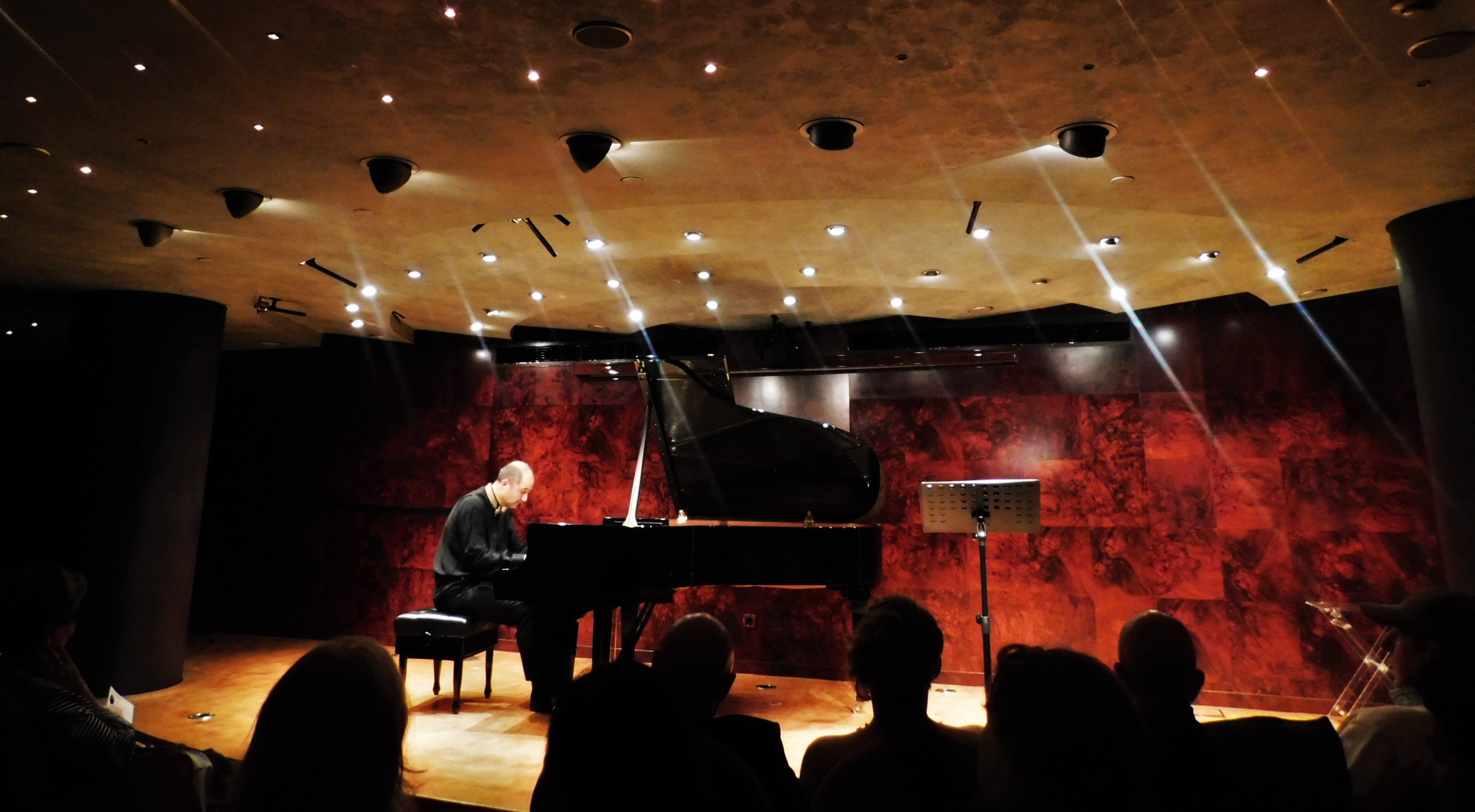
Velada musical en la sede de la fundación.